# Газопереробний завод «Алтин-Асир»
Газопереробний завод «Алтин-Асир» – підприємство газової промисловості на сході Турменістану, неподалік від кордону з Узбекистаном.
У 2007 році Туркменістан уклав угоду з Китаєм про масштабні поставки блакитного палива, при цьому біля половини ресурсу для перших двох ниток газопровідної системи Центральна Азія – Китай мало надходити розробки родовищ правобережжя Амудар’ї, де китайській компанії China National Petroleum Corporation (CNPC) виділили концесійну територію «Багтиярлик». В межах освоєння останньої у 2014-му став до ладу газопереробний завод «Алтин-асир», також відомий як ГПЗ-2. Він призначений для роботи з продукцією родовищ блоку В (східна частина «Багтиярлик»).
ГПЗ-2 розрахований на прийом 8 млрд м3 газу на рік, з якого повинні отримувати 180 тисяч тон конденсату та товарний газ. Останній спрямовується до розташованої поблизу вихідної точки системи Центральна Азія – Китай.
Родовища правобережжя Амудар’ї вирізняються високим вмістом сірководню. Як наслідок, на ГПЗ-2 в процесі очистки можуть отримувати понад 200 тисяч тон сірки на рік. Великим споживачем цього продукту є Туркменабатський хімічний завод, поставки на який здійснюються автотранспортом.